# Farallón de Enmedio
Farallón de Enmedio (en inglés: Middle Farallon Island), es un pequeño peñasco insular, del conjunto denominado Los Farallones, ubicado frente a la costa de San Francisco, California, estado al que pertenecen dentro de los Estados Unidos.

## Geografía
Está localizado geográficamente entre los 37º43'37" N y los 123º01'52" W.
Tiene una superficie de 3,362 m² y una altura máxima de 6 m s. n. m.
Sólo es visitado por focas y aves marinas.
- Datos: Q5856007